# 晶片支援包
晶片支援包（Chip Support Package）是晶片的代码，可以共享。BSP可使用CSP的代码。目前只有Windows CE有CSP這樣名稱，位於%_WINCEROOT%\PUBLIC\COMMON\OAK\CSP\xxx。